# Conus leobrerai
Conus leobrerai is een in zee levende slakkensoort uit het geslacht Conus. De slak behoort tot de familie Conidae. Conus leobrerai werd in 1982 beschreven door da Motta & Martin. Net zoals alle soorten binnen het geslacht Conus zijn deze slakken roofzuchtig en giftig. Zij bezitten een harpoenachtige structuur waarmee ze hun prooi kunnen steken en verlammen.